# Antonio Schinella Conti
Antonio Schinella Conti (né le 22 janvier 1677 à Padoue et mort le 6 avril 1749  dans la même ville), connu sous le nom d'abbé Conti, était un physicien, mathématicien, historien et philosophe italien des Lumières de la première moitié du XVIIIe siècle.

## Biographie
Antonio Schinella Conti est célèbre pour avoir été en Angleterre, en 1715, un intermédiaire de correspondances entre Newton et Leibniz dans le procès que ce dernier fit intenter à l'Académie de Londres au sujet de sa “priorité” dans l'invention du calcul infinitésimal.
Une fois revenu en Italie, il mena une vie tranquille entre Padoue et Venise. Il mourut en 1749.
D'après  les renseignements que l'on a de ses deux séjours en France, il était mondain et passionné de poésie. On sait aussi qu'il a écrit une dissertation sur la Querelle d'Homère qui s'intitule Lettre à Scipione Maffei.
De lui, il existe une statue à Padoue, œuvre du sculpteur padouan Felice Chiereghin, qui fut érigée en 1781 par Carolina de Conti. C'est lui qui aurait servi de modèle à Voltaire pour le personnage de Pococurante dans Candide. Antonio Schinella Conti devint membre de la Royal Society le 10 novembre 1715.